# Erotokritos (ferry)
 (juillet 2023).
Si vous disposez d'ouvrages ou d'articles de référence ou si vous connaissez des sites web de qualité traitant du thème abordé ici, merci de compléter l'article en donnant les références utiles à sa vérifiabilité et en les liant à la section « Notes et références ».
L‘Erotokritos (en grec : Ερωτόκριτος, Erotókritos) est un ferry ayant appartenu à la compagnie grecque Minoan Lines. Construit en 1974 aux chantiers Naikai Zōsen Yards de Setoda (fusionnée à la ville d'Onomichi depuis 2006) pour la compagnie japonaise Taiheiyō Enkai Ferry, il portait à l'origine le nom d‘Ishikari (いしかり, Ishikari). Mis en service en décembre 1974 sur les lignes entre la côte pacifique d'Honshū et Hokkaidō, il sera transféré en 1982 dans la flotte de Taiheiyō Ferry, créée à la suite de la faillite de Taiheiyō Enkai Ferry. Vendu à la compagnie grecque Strintzis Lines en 1990, il est revendu l'année suivante à Minoan Lines. Après transformations, il est mis en service à compter de 1992 entre la Grèce et l'Italie sous le nom d‘Erotokritos. Transféré en 1999 à la filiale Minoan Flying Dolphins, il est affrété à partir de 2002 à la compagnie Maritime Way qui l'utilise sur les mêmes lignes. Finalement acquis par la maison mère de cette compagnie, il est renommé Erotokritos T. Il est ensuite transféré en 2007 sous les couleurs de la compagnie Endeavor Lines. Son exploitation sera toutefois interrompue en 2010 en raison des difficultés financières de son propriétaire. Désarmé à Perama, il prendra en 2011 la route des chantiers d'Alang en Inde pour y être démoli.

## Histoire

### Origines et construction
En 1972, la compagnie Taiheiyō Enkai Ferry commence ses activités entre Nagoya et l'île de Kyūshū. Le service est inauguré à l'aide du car-ferry Arkas, rejoint l'année suivante par son sister-ship l‘Albireo avant que les deux navires ne soient placés en avril sur les lignes vers Hokkaidō. Souhaitant proposer une offre plus importante sur cet axe, l'armateur commande fin 1973 deux navires supplémentaires.
Conçues sur la base des deux navires précédents, les futures unités sont cependant prévues pour être plus imposantes avec une longueur de 175 mètres pour 23 mètres de large. Tout comme leurs prédécesseurs, leur conception est davantage orientée vers le transport de fret. Leur capacité passagère est même légèrement inférieure tandis que la capacité de roulage est accrue. Ils seront néanmoins capables de transporter environ 900 passagers dans des conditions de confort supérieures à celles de la plupart des navires japonais avec des cabines en première classe et des couchettes et des dortoirs en seconde classe. Les locaux communs proposent également une qualité inhabituelle pour l'époque avec un salon panoramique, un restaurant et des bains publics. À l'instar de leurs aînés, leur construction sera assurée par les chantiers Naikai Zōsen.
Le premier navire, baptisé Ishikari, est lancé à Setoda le 19 septembre 1974. Son sister-ship le Daisetsu sera mis sur cale dès le lendemain. Après finitions, l‘Ishikari est livré à Taiheiyō Enkai Ferry le 23 décembre. Le navire, de par son nom, romps avec le standard de la compagnie qui attribuait systématiquement des noms commençant par la lettre A à ses premiers navires.

### Service

#### Taiheiyō Enkai Ferry/Taiheiyō Ferry (1974-1991)
L‘Ishikari est mis en service à la fin du mois de décembre 1974 entre Nagoya, Sendai et Tomakomai. Il est rejoint en juin 1975 par son jumeau le Daisetsu.
En 1980, la coque du navire est allongée de 12,50 mètres au cours d'une opération de jumboïsation. La capacité de roulage se trouve ainsi augmentée de 6%, permettant l'embarquement de 14 camions supplémentaires.
En 1982, la compagnie Taiheiyō Enkai Ferry, en proie à d'importantes difficultés financières, cesse ses activités. Les actifs et la flotte de cette dernière sont alors transférés au sein de la nouvelle société Taiheiyō Ferry.
À la fin des années 1980, Taiheiyō Ferry renouvelle progressivement sa flotte en service sur ses lignes. En prévision de la livraison du nouvel Ishikari en 1991, le navire est vendu en 1990 à la compagnie grecque Strintzis Lines qui prévoit de l'exploiter en Méditerranée sous le nom de Ionian Sea. Le projet ne se réalisera cependant pas et le navire sera revendu dès son arrivée en Grèce à la compagnie Minoan Lines.

#### Minoan Lines (1991-2004)
Livré à son nouveau propriétaire, le navire est rebaptisé Erotokritos. Après quelques transformations, il est mis en service courant 1992 entre la Grèce et l'Italie. Son arrivée apporte un lot de nouveauté, il est en effet le premier navire de Minoan Lines à relier Patras à Ancône en seulement 24 heures mais aussi le premier navire à proposer une formule camping, notamment grâce à son garage supérieur disposant d'ouvertures.
À cette période, le navire est en concurrence directe avec son jumeau l'ex-Daisetsu, exploité par la compagnie rivale ANEK Lines sous le nom de Lato. Ce dernier, contrairement à son sister-ship, a bénéficié d'importantes transformations, le rendant bien plus confortable.
En décembre 1999, sa propriété est transférée à la filiale Minoan Flying Dolphins. l‘Erotokritos reste exploité par Minoan Lines jusqu'en juillet 2002 puis est affrété par la compagnie Maritime Way. Il conserve son affectation entre la Grèce et l'Italie mais navigue cette fois-ci vers Monfalcone et Bari en 2002 puis Brindisi l'année suivante. L'affrètement du navire comprenant une option d'achat, la maison mère de Maritime Way finira par l'acquérir le 7 juin 2004.

#### Maritime Way/Endeavor Lines (2004-2010)
Réceptionné par son nouvel armateur, le navire est renommé Erotokritos T et passe sous pavillon chypriote. Il retrouvera le pavillon grec en 2007 à la suite de son transfert de propriété à une autre société du groupe.
À partir de cette même année 2007, après un rafraîchissement effectué à Tuzla en Turquie, il est affrété par la compagnie Endeavor Lines.
La compagnie rencontrant quelques difficultés financières à la fin des années 2000, l‘Erotokritos T est retiré du service le 29 septembre 2010. Désarmé à Perama, il finalement vendu à la démolition le 3 décembre. Il quitte la Grèce le 24 décembre sous le nom de Kritos à destination des plages d'Alang en Inde. Échoué le 11 janvier 2011, il est démantelé les mois suivant.

## Aménagements
L‘Erotokritos possédait 9 ponts. Si le navire s'étendait en réalité sur 10 ponts, l'un d'entre eux était inexistant au niveau du garage afin de permettre au navire de transporter du fret. Les locaux passagers occupaient les ponts 5, 6, 7 et 8 et 9 tandis que les parties avant du pont 4 et 8 étaient consacrés à l'équipage. Les ponts 3 et 4 abritaient quant à eux les garages.

### Locaux communs
Malgré sa conception orientée vers le transport de fret, l‘Ishikari était à l'origine équipé d'installations confortables destinée aux passagers telles qu'un salon à deux étages et un restaurant de style japonais et des bains publics.
Au cours des transformations de 1992, à la suite de l'acquisition du navire par Minoan Lines, les aménagements sont légèrement modifiés et quelques blocs sont ajoutés à l'arrière du navire.

### Cabines
Durant la période japonaise du navire, les installations étaient séparées en deux classes. On retrouvait des cabines de première classe de taille variable principalement situées sur le pont B. La seconde classe proposait quant à elle majoritairement des places en couchettes mais aussi en dortoir sur le pont D.

## Caractéristiques
L‘Erotokritos mesurait à l'origine 175,60 mètres de long pour 23,98 mètres de large, son tonnage était de 11 880 UMS. À la suite d'une refonte en 1980, il est allongé de 12,50 mètres portant sa longueur à 188,40 mètres et son tonnage à 12 583 UMS. Celui-ci atteindra finalement 25 460 UMS après la refonte de 1992. Dans sa configuration initiale, il pouvait embarquer 905 passagers et possédait un spacieux garage pouvant contenir 130 remorques et 105 véhicules puis 156 remorques et 100 voitures après la refonte de 1980. À partir de 1992, il pouvait accueillir 1 000 passagers et 785 véhicules. Le garage était initialement accessible par trois portes rampes, deux portes axiales situées à la proue et à poupe et une porte latérale située à la poupe du côté tribord. En 1992, la porte avant est condamnée. La propulsion de l‘Erotokritos était assurée par deux moteurs diesels Mitsubishi-MAN V7V 52/55 développant une puissance de 27 580 chevaux entrainant deux hélices faisant filer le bâtiment à une vitesse de 21,5 nœuds. Il était en outre doté d'un propulseur d'étrave ainsi qu'un stabilisateur anti-roulis. Les dispositifs de sécurité étaient à l'époque essentiellement composés de radeaux de sauvetage mais aussi d'une embarcation semi-rigide de secours. À partir de 1992, le navire était équipé de quatre embarcations de sauvetage fermées de taille moyenne.

## Lignes desservies
Au début de sa carrière, l‘Ishikari desservait les lignes inter-îles japonaises de Taiheiyō Enkai Ferry puis de Taiheiyō Ferry entre la côte pacifique d'Honshū et Hokkaidō sur la route Nagoya - Sendai - Tomakomai.
À partir de 1992, sous les couleurs de Minoan Lines, l‘Erotokritos est affecté entre la Grèce et l'Italie, dans un premier temps sur la ligne Patras - Ancône avant d'être exploité en 1997 entre Patras, Igoumenitsa, Corfou et Venise. Le navire a ensuite navigué entre Patras, Igoumenitsa, Bari et Monfalcone en 2002 puis entre Patras, Igoumenitsa et Brindisi à partir de 2003.